# Classe Baden-Württemberg
A Classe Baden-Württemberg, também conhecida como Type / Tipo F125 ou Tipo F125, é um conjunto de quatro fragatas furtivas multimissão atualmente operadas pela Marinha Alemã.

## Descrição

### Fundo
A Classe F125 foi desenhada para atuar em conflitos modernos e operações costeiras sustentadas, distantes e de alta intensidade. Contam com capacidades aprimoradas de comando e controlo, suporte para quatro pequenas embarcações rápidas, dois helicópteros e ainda a capacidade de realizar bombardeamentos em zonas costeiras para apoiar tropas anfíbias especiais, incluindo comandos de Força-Tarefa (Task Force).

### Sobrevivência e resistência
Incorporando todas as características de sobrevivência das suas predecessoras Brandenburg e Sachsen, a F125 vai um passo além no que se toca à sua capacidade sobrevivência em combate pelo facto de ter sido introduzido no seu design o conceito de "duas ilhas", onde a C3I (Critical Communication, Control, and Instruments), sensores e efetores são divididos entre as ilhas e dando a possibilidade de as embarcações continuarem em combate mesmo após sofrerem grandes danos.
Pioneira do mundo em conceitos logísticos de navios de guerra, a engenharia de logística foi especialmente adaptada para uso intensivo, onde as embarcações podem permanecer em estado estacionário durante operações distantes por até dois anos sem apoio de uma base ou estaleiro.
A disponibilidade dos navios também estabelece um novo padrão mundial, com cerca de 5 000 horas de navegação por ano e com reformas de atracação sendo apenas necessárias a cada cinco anos.
Em repouso, possui rotas planeadas para reabastecimento rápido e eficaz, bem como embarque e desembarque operacional.

### Tripulação
Contando com o conceito de uso intensivo, cada embarcação carece de uma "tripulação dupla" pelo facto de operar 120 tripulantes de raiz (principais responsáveis pela embarcação), dos quais mudam a cada quatro meses, e outra constituída por tropas especiais. Existem duas tripulações de raiz, uma a bordo e outra em treinos no porto/base de origem.
As embarcações foram desenhadas para acomodar até 190 tripulantes no total, sendo estes os 120 de raiz mais os 50 das forças especiais e 20 para o esquadrão aéreo.

## Operadores
Marinha Alemã – 2ª Flotilha, 4º esquadrão de fragatas, Base Naval de Wilhelmshaven, 4 unidades ativas:
- F222 Baden-Württemberg;
- F223 Nordrhein-Westfalen;
- F224 Sachsen-Anhalt;
- F225 Rheinland-Pfalz.

## Navios
| Nº de amura | Nome                | Construtor                                  | Batimento de quilha | Lançado          | Comissionado        | Status |
| ----------- | ------------------- | ------------------------------------------- | ------------------- | ---------------- | ------------------- | ------ |
| F222        | Baden-Württemberg   | Consórtio ARGE F125 (Thyssenkrupp + Lüssen) | maio de 2011        | dezembro de 2013 | junho de 2019       | Ativo  |
| F223        | Nordrhein-Westfalen | Consórtio ARGE F125 (Thyssenkrupp + Lüssen) | outubro de 2012?    | abril de 2015    | junho de 2020       | Ativo  |
| F224        | Sachsen-Anhalt      | Consórtio ARGE F125 (Thyssenkrupp + Lüssen) | junho de 2014       | março de 2016    | maio de 2021        | Ativo  |
| F225        | Rheinland-Pfalz     | Consórtio ARGE F125 (Thyssenkrupp + Lüssen) | janeiro de 2015     | maio de 2017     | 13 de julho de 2022 | Ativo  |

## Galeria

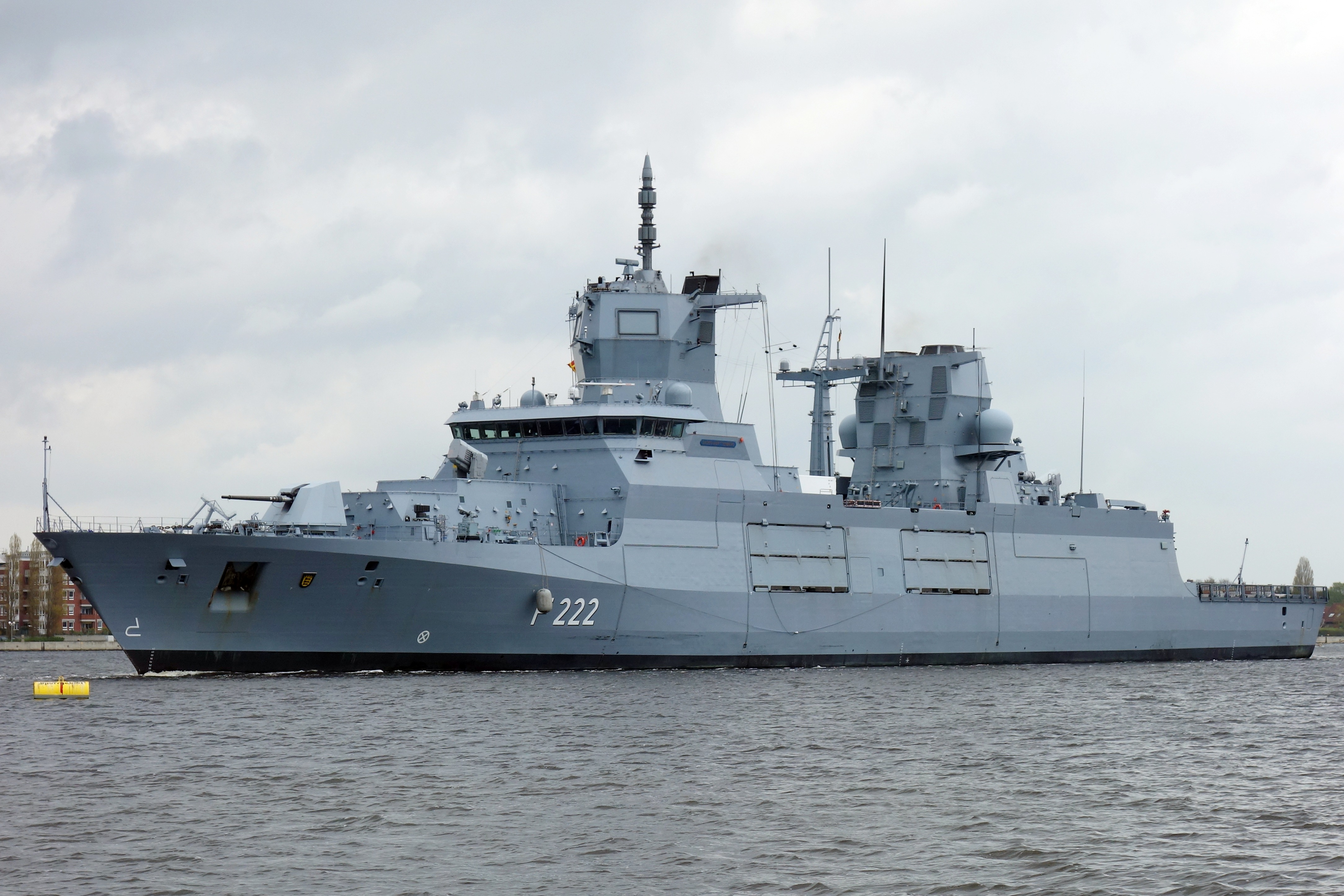
F222 Baden- Württenmberg em Wilhelmshaven
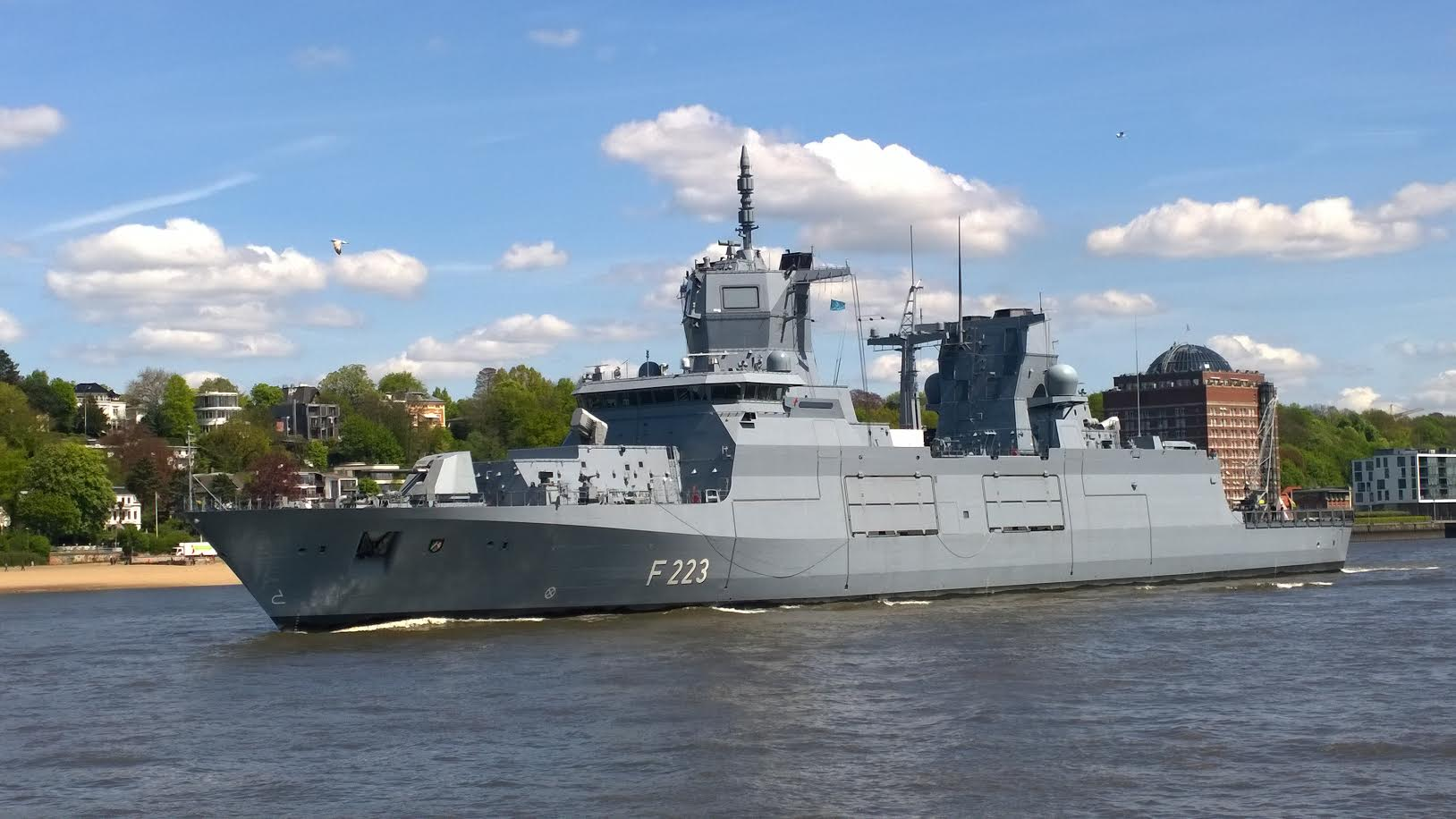
F223 Nordrhein-Westfalen navegando em 9 de maio de 2017
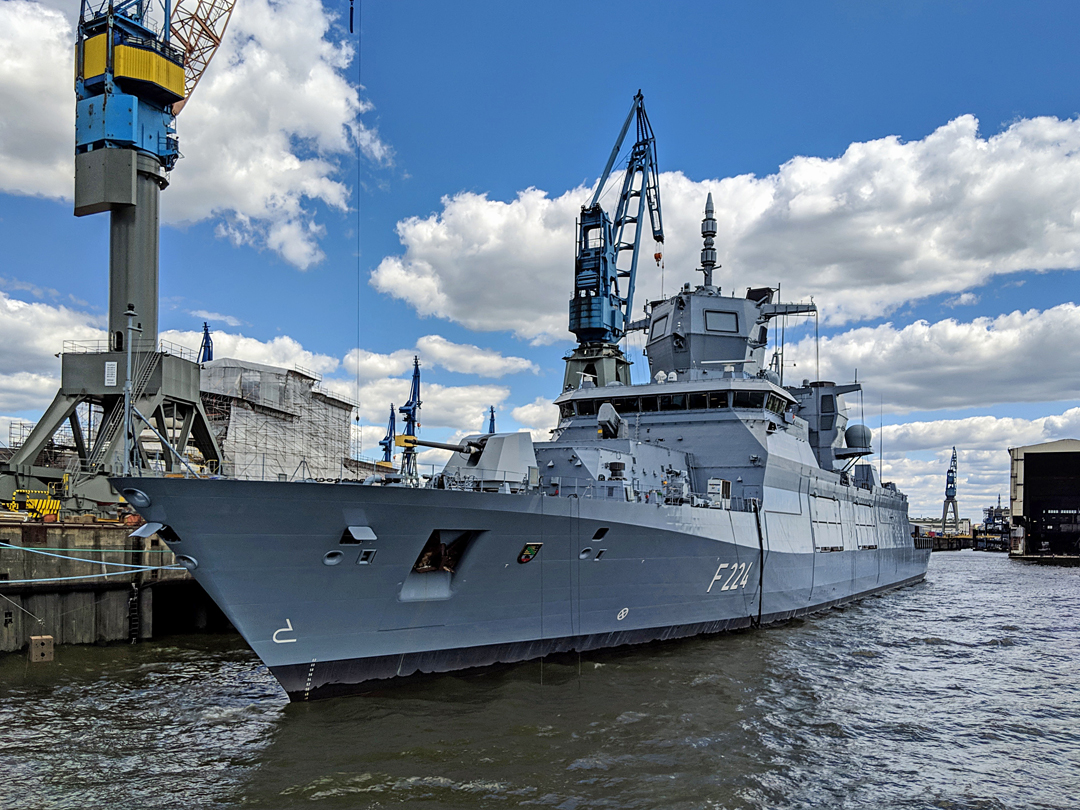
F224 Sachsen-Anhalt em 30 de junho de 2018
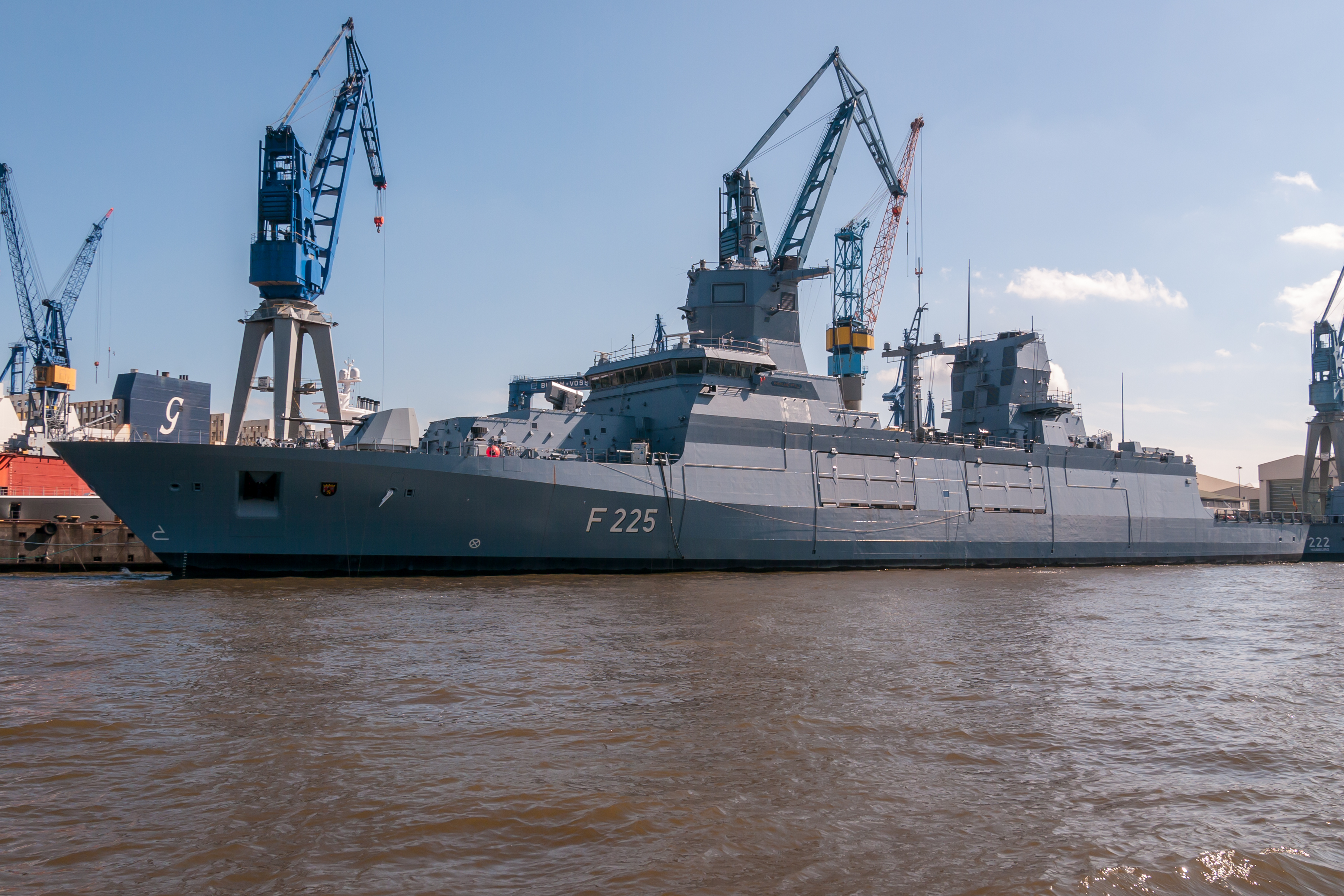
F225 Rheinland-Pfalz atracada porto de Hamburgo em 2019
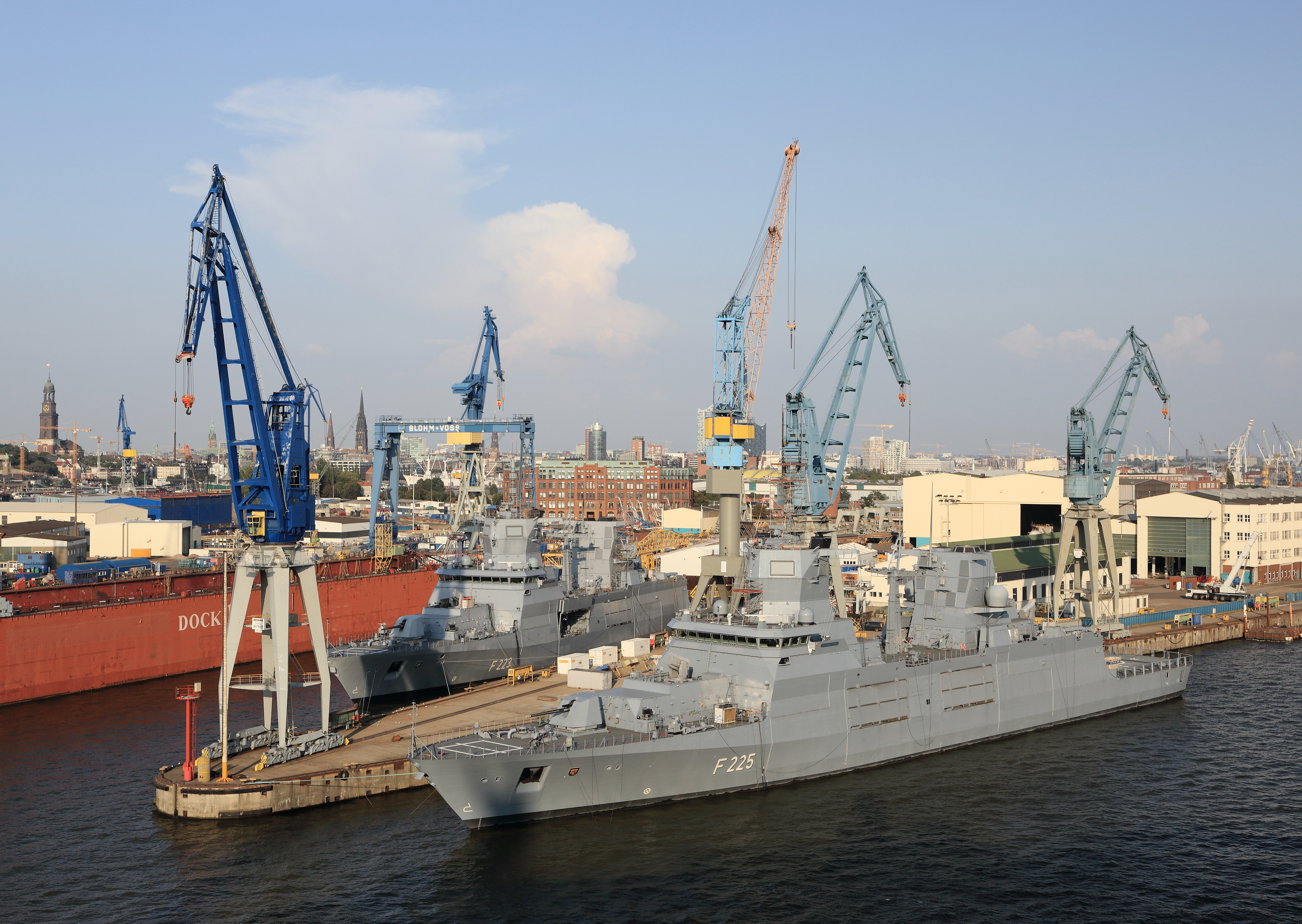
F223 Nordrhein-Westfalen e F225 Rheinland-Pfalz em construção, 31 de agosto de 2019

#### Classes de fragatas semelhantes:
- Tamandaré (Brasil)
- Álvaro de Bazán (Espanha)
- Constellation (Estados Unidos)
- Daring (Reino Unido)
- Formidable (Singapura)
- FREMM (França / Itália)

#### Páginas relacionadas:
- Marinha da Alemanha (Marine)
- Fragata
- Tecnologia furtiva